# Spathuliger glabricollis
Spathuliger glabricollis är en skalbaggsart som först beskrevs av Stefan von Breuning 1948.  Spathuliger glabricollis ingår i släktet Spathuliger och familjen långhorningar. Inga underarter finns listade i Catalogue of Life.